# Ramulus sparsidentatus
Ramulus sparsidentatus är en insektsart som först beskrevs av Chen, S.C. och Yun He He 1992.  Ramulus sparsidentatus ingår i släktet Ramulus och familjen Phasmatidae. Inga underarter finns listade i Catalogue of Life.